# Thunbergia parviflora
Thunbergia parviflora är en akantusväxtart som beskrevs av Cornelis Eliza Bertus Bremekamp. Thunbergia parviflora ingår i släktet thunbergior, och familjen akantusväxter. Inga underarter finns listade i Catalogue of Life.